# Friedrich Fehr
Pour les articles homonymes, voir Fehr.
Friedrich Fehr (né le 24 mai 1862 à Werneck, mort le 29 septembre 1927 à Polling) est un peintre allemand.

## Biographie
Friedrich Fehr est le fils de Kaspar Fehr, notaire, et de sa femme Anna. Il va au lycée de Wurtzbourg et de 1878 à 1884, il étudie à l'académie des beaux-arts de Munich. Une bourse de la Fondation Johann Martin von Wagner (de) lui permet d'étudier en Italie entre 1885 et 1890.

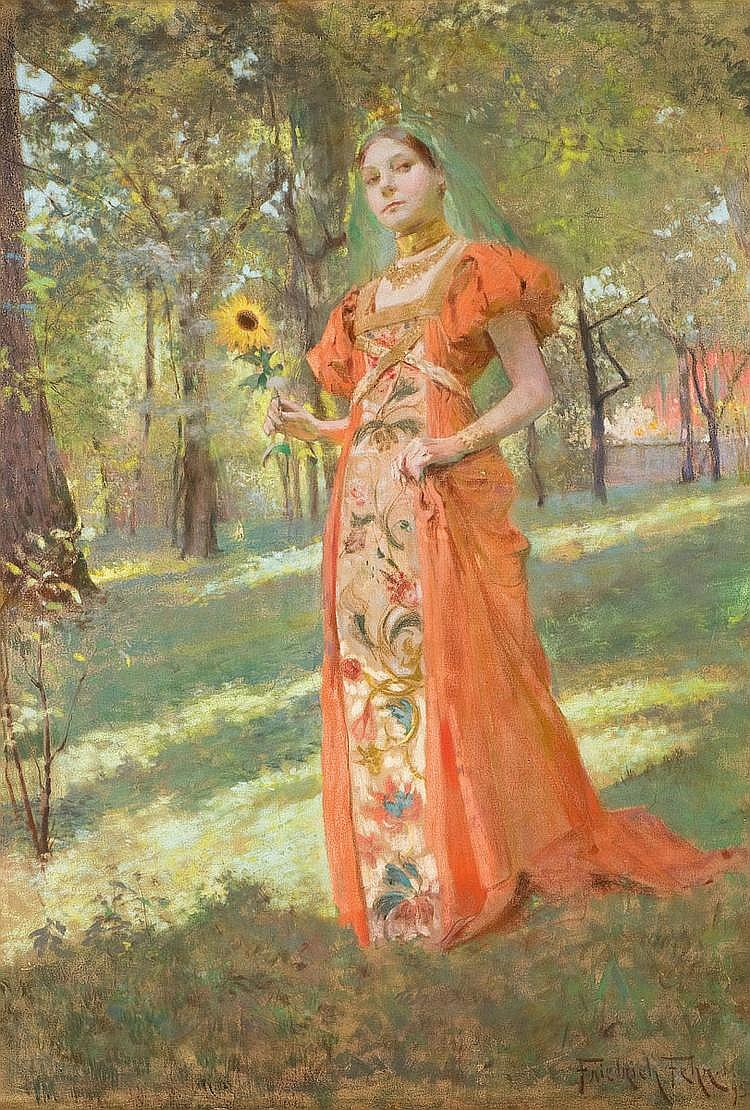
Jeune femme au tournesol, 1895.

Friedrich Fehr s'installe à Munich et fonde une école de peinture privée avec Ludwig Schmid-Reutte et Paul Nauen, d'où émergent des artistes tels qu'Emil Nolde, Clara Westhoff, Hans Meyer-Kassel (de) et Erich Kuithan (de). En 1897, Friedrich Fehr épousa Berta Roloff, alors âgée de 29 ans (1868-1957). Fehr reçoit un premier appel de l'académie des beaux-arts de Karlsruhe en 1897. D'avril à juillet 1899, Friedrich Fehr enseigne dans le cours de dessin et de peinture basé sur un modèle vivant à l'académie des femmes de l'Association des femmes artistes de Munich et, la même année, il accepte un poste de professeur à l'académie de Karlsruhe, où il dirige le cours de peinture jusqu'à sa retraite dissolution en 1923. De 1904 à 1919, il dirige également la classe de peinture figurative à l'École de peinture pour femmes de Karlsruhe. Fehr déménage avec sa famille à Polling en 1924.
Hermann Billing et Hermann Binz (de) ont immortalisé Friedrich Fehr dans la fontaine de la Stephanplatz de Karlsruhe (de).